# バッファロー・ジャンプ
バッファロー・ジャンプ (英語: buffalo jump) もしくはバイソン・ジャンプ (英語: bison jump)は、北アメリカの先住民がヘイゲンバイソン（ヘイゲンバッファロー）の群れを狩るために使った崖地形。トナカイなど他のジビエをとるために使われる同様の仕掛けを総称して、ゲーム・ジャンプ (英語: game jump) と呼ばれることもある。

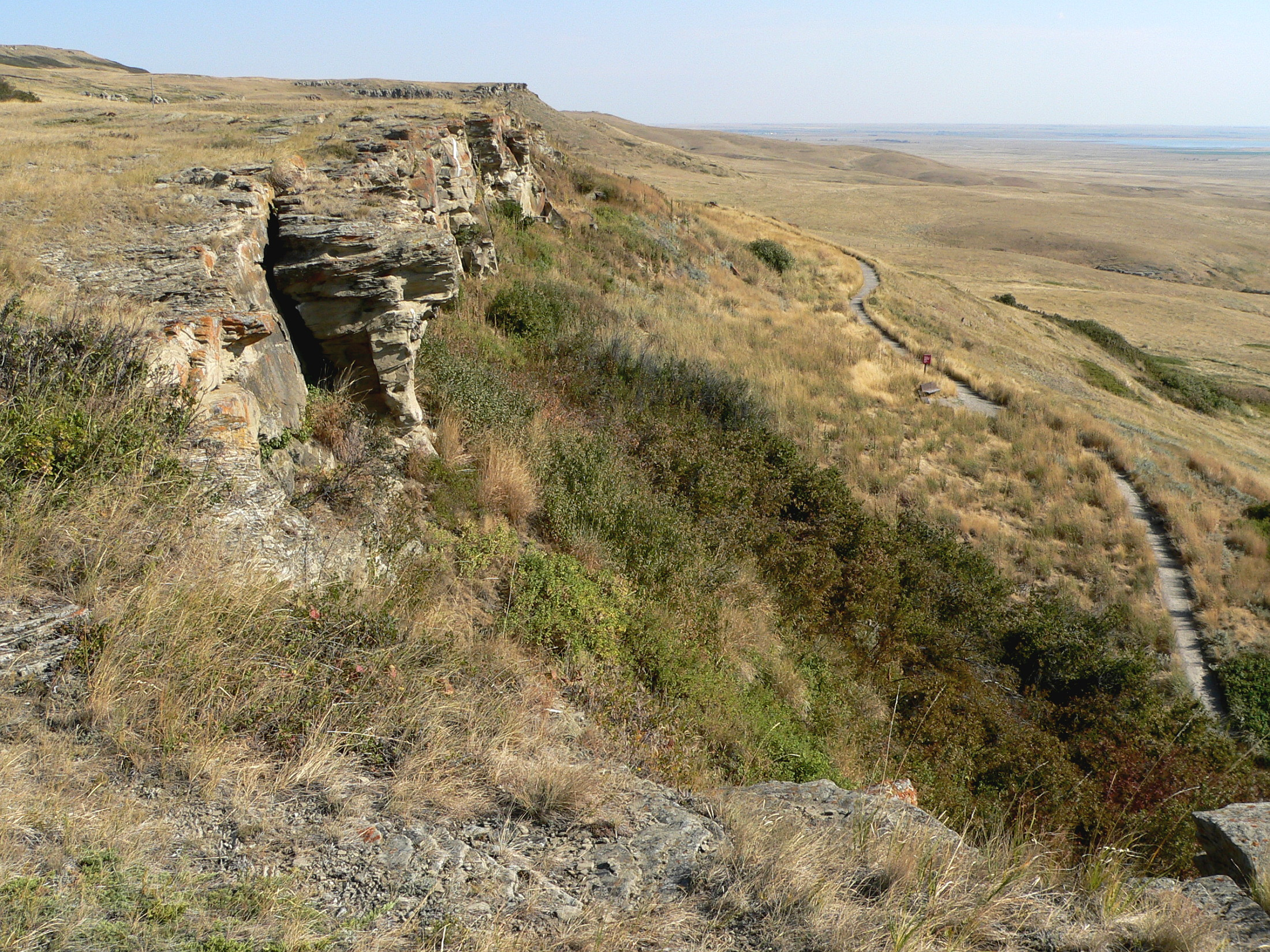
ヘッド-スマッシュト-イン・バッファロー・ジャンプ。アルバータ州南部に存在するバッファロー・ジャンプで、世界遺産（文化遺産）に登録されている。

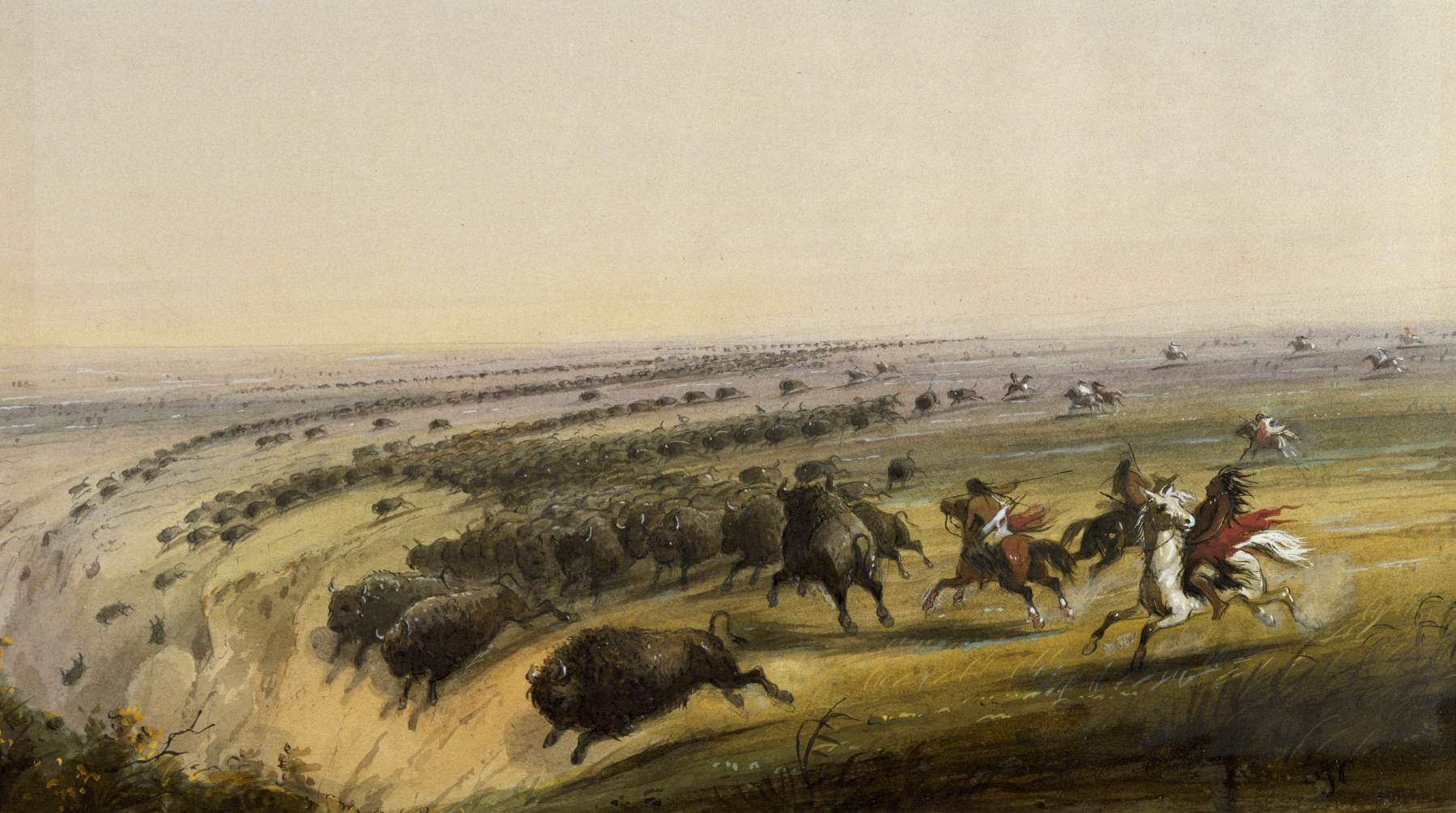
崖に追い込まれるバイソンの群れ（アルフレッド・ジェイコブ・ミラー画、19世紀後半）

## 狩りの手法
ハンターたちはバイソンの群れを追い立てて崖から飛び出させる。落下したバイソンが脚を折り動けなくなったところを、崖下で待ち受けていた者たちが槍や弓矢でとどめを刺す。ブラックフット族はバッファロー・ジャンプのことを「ピシュクン」(pishkun)と呼んでいた。大まかに訳せば「深い血のやかん」という意味である。この共同で行われる狩猟形態は、早ければ12,000年前にはすでに出現しており、少なくとも先住民がウマを手に入れた1500年ごろまでは続けられていた。先住民たちは、もしバイソンを1頭でも殺し損ねて逃がしてしまうと、以後バイソンたちが人を避けることを覚え、狩りが難しくなると考えていた。
バッファロー・ジャンプには、しばしば石積み（ケアン）が作られている。これはバイソンたちが崖へ飛び込むための走行車線のような役割を果たしていた。多くの場合、この石積みは数マイルにもわたり設置されていた。
バッファロー・ジャンプは、考古学的に極めて重要な場所である。近くに肉の加工場や集落が必ずあったはずだからである。各地のバッファロー・ジャンプの遺跡からは、アメリカ先住民たちが食料や衣服、住居としていかにバイソンを利用したか知ることができる。特に平原インディアンは、生き抜くために多くをバイソンに依存していた。バイソンは、あらゆる部位を役立てることができる動物だった。毛皮は衣服や住居に、骨は道具に、腱は弓の弦や紐に、蹄は糊付け台に、脳は毛皮のなめし剤に使うことができた。余った肉はペミカンに加工され保存された。
ルイス・クラーク探検隊として西部探検を行ったメリウェザー・ルイスは、日記の中でバッファロー・ジャンプの使用法を詳しく記述している。
特に活発で足の速い若者が一人選ばれ、バッファローの毛皮でできたローブを着て変装する……彼はバッファローの群れと、目的に沿った適切な崖の間に、距離を置いて立つ。他のインディアンたちはバッファローの群れの背後や脇を包囲し、合図に合わせて一斉にバッファローへ近づいていく。変装した囮のインディアンは、バッファローが逃げ出し走り始めた時に彼に気づいて全速力で彼を追い断崖へ飛び込むように、十分にバッファローに近づいているようにする。そのインディアン（囮）は、適切な時に崖の割れ目の中に入って身を守る……私が教えられた囮の役というものは、きわめて危険である。
このような詳細な説明こそ残されているものの、ルイスを含め実際にこのバイソン狩りを目にした白人開拓者は知られていない。

## 史跡

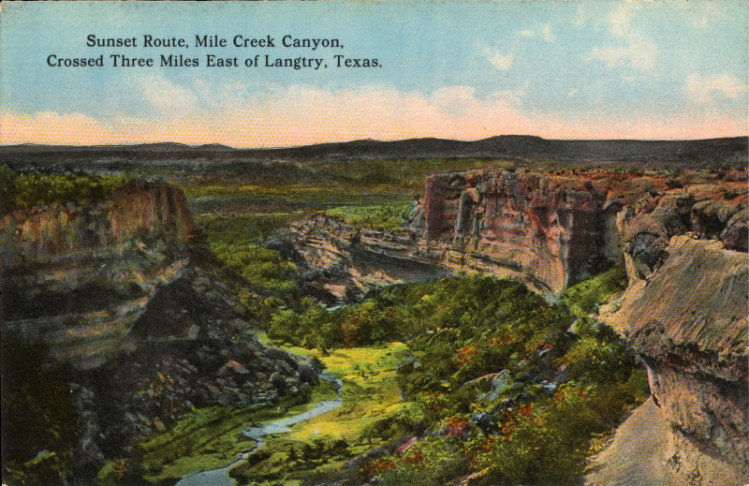
マイル・キャニオン

著名なバッファロー・ジャンプの例として、ヘッド＝スマッシュト＝イン、ボンファイヤー・シェルター、ウルム・ピシュクン、マディソン、ドライ・アイランド、グレンロック、ビッグ・グース川、シボロ川、ヴォア、トゥー・クロース・フォー・コンフォート遺跡、オルセン＝チュバック・バイソン・キル遺跡、ルイス・クラーク探検隊の経由地であるキャンプ・ディスアポイントメント、Wahkpa Chu'gn遺跡が挙げられる。
ウルム・ピシュクンは、おそらく世界最大のバッファロー・ジャンプで、900年ごろから1500年ごろまでの間にこの地域の先住民が利用していた。1マイル以上にわたって崖が伸び、13フィート (4.0 m)近く地中までバイソンの骨が埋まっている。ウルム・ピシュクンは、モンタナ州カスケード郡のファーストピープルズ・バッファロー・ジャンプ州立公園内、ウルムの集落の北北西に位置している。
マディソン・バッファロー・ジャンプ州立公園はモンタナ州ギャラティン郡の州立公園で、面積は638エーカー (258 ha)、標高4,554フィート (1,388 m)の所に位置している。州立公園の名前の由来ともなったバッファロー・ジャンプは、先住民がバイソンを追い立てて殺すのに使った渓谷の崖である。この石灰石の崖は、2千年にわたり先住民に使われ続けた。
ルイス・クラーク探検隊の最北到達点として知られるキャンプ・ディスアポイントメントも、比較的到達しにくい地理的条件が奏功し、モンタナ州の中でも特に保存状況が良いバッファロー・ジャンプである。この地の崖の下には小川が流れており、たびたびここで殺された動物の骨が露わになっている。